# جوناثان لويس
جوناثان لويس (بالإنجليزية: Jonathan Lewis)‏ (4 يونيو 1997 ببلانتيشن في الولايات المتحدة - ) هو لاعب كرة قدم أمريكي في مركز الوسط.

## وصلات خارجية
- جوناثان لويس على موقع الدوري الأمريكي (الإنجليزية)
- جوناثان لويس على موقع قاعدة بيانات كرة القدم.إي يو (الإنجليزية)
- جوناثان لويس على موقع ناشيونال فوتبول تيمز (الإنجليزية)
- جوناثان لويس على موقع Soccerway.com (الإنجليزية)